# Campus di Forlì

Università di Bologna - Campus di Forlì

Il Campus di Forlì è la sede decentrata di Forlì dell'Università di Bologna. In precedenza la sede era chiamata Polo scientifico-didattico di Forlì ed ha mutato nome all'entrata in vigore dello statuto di Ateneo approvato dagli organi accademici il 27 luglio 2011.

## Storia
Nel 1996 fu sancita l'autonomia delle Università, individuando come prioritario l'obiettivo di facilitare il diritto allo studio con una misura che portasse al frazionamento dei cosiddetti mega-atenei, ossia quelle università che superavano i 40.000 iscritti.
Mentre in altre regioni si verificò una vera e propria gemmazione di atenei più piccoli l'Università di Bologna optò per una soluzione di decentramento che diede vita al sistema del Multicampus, con la creazione di poli scientifico-didattici nelle città della Romagna.
Il Polo scientifico didattico di Forlì venne formalizzato come struttura decentrata dell'Università di Bologna il 1º ottobre del 2001. Già dal 1989, erano state insediate a Forlì la seconda facoltà di scienze politiche ad indirizzo politico-internazionale, intitolata alla memoria del senatore forlivese Roberto Ruffilli, e la Scuola superiore di lingue moderne per interpreti e traduttori (SSLMIT).
In seguito l'offerta didattica si estese e mantenne una sua vocazione negli indirizzi di studio a carattere internazionalistico e specialistico, fino ad offrire corsi di laurea in quattro diverse facoltà: alle Facoltà di Scienze Politiche e alla SSLMIT si aggiunsero infatti le Facoltà di Ingegneria e di Economia.
Alle strutture didattiche si affiancarono il dipartimento di studi interdisciplinari su traduzione, lingue e culture (SITLeC), unico dipartimento del Polo forlivese, e la sede di Forlì del Centro linguistico di Ateneo.

## Il nuovo campus universitario

Pianta del Campus di Forlì.

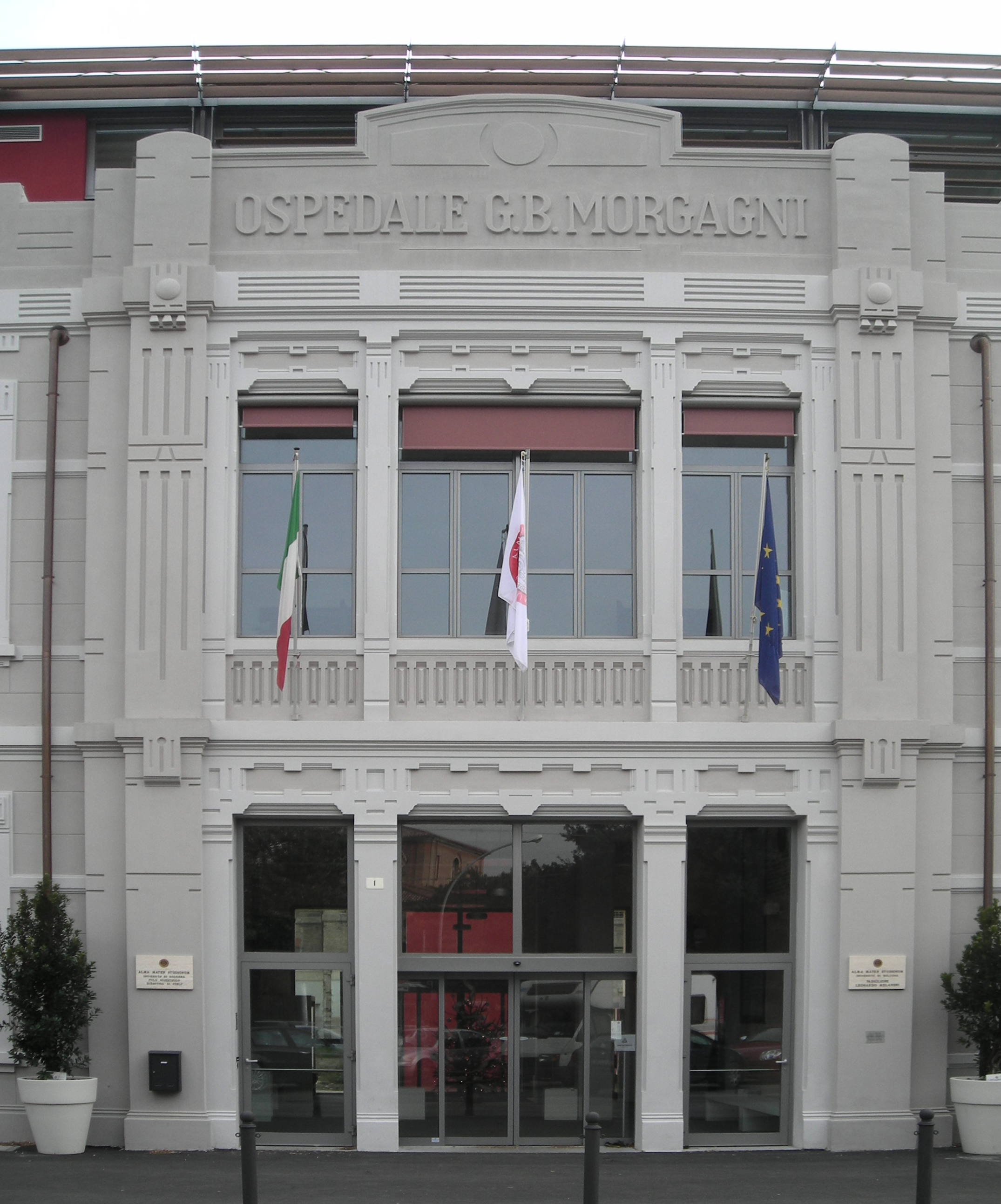
Padiglione d'ingresso del Campus di Forlì.

Il campus universitario, realizzato nell'area dell'ex ospedale "G. B. Morgagni", è situato nel centro della città. Il campus accoglie l'amministrazione, la Vice Presidenza della Scuola di Scienze Politiche e la Vice Presidenza della Scuola di Lingue e Letterature Straniere, interpretazione e traduzione (la cui sede principale rimane temporaneamente ancora a Palazzo Montanari, adiacente al campus), i dipartimenti, la Biblioteca Centrale Roberto Ruffilli e i laboratori informatici e linguistici. È stato inoltre realizzato un blocco aule da 3000 posti studio, denominato Teaching Hub e condiviso dai diversi corsi per la didattica. Il 14 dicembre 2017 è stato inaugurato il Parco del Campus di Forlì, una nuova area verde dotata di percorsi pedonali, aree di sosta per lo studio, spazi verdi pienamente godibili da utilizzare in modo versatile a disposizione degli studenti e di tutti i cittadini. Il 10 gennaio 2018 è stato inaugurato il Padiglione centrale del Campus ed il nuovo collegamento urbano con il centro della città.

## Organi di governo
Presso il Campus di Forlì, parimenti agli altri Campus di Cesena, Ravenna e Rimini, è stato costituito un Consiglio di
Campus che coordina il supporto alla didattica e alla ricerca che le Scuole ed i Dipartimenti universitari svolgono.
Il consiglio è presieduto dal Presidente di Campus, che è il rappresentante del Campus di fronte alla legge. Il Presidente è eletto dai professori e ricercatori, il personale tecnico amministrativo e i rappresentanti degli studenti presso il Campus. Il suo mandato scade dopo tre anni e può essere rinnovato una sola volta per un triennio ulteriore.

### Componenti del Consiglio di Campus
Il Consiglio di Campus è composto dal Presidente e da:
- I Direttori dei Dipartimenti con sede nel Campus;
- I Responsabili delle Unità Organizzative di Sede dei Dipartimenti;
- I Presidenti delle Scuole o i Vicepresidenti;
- I coordinatori di Corsi di Studio e di corsi di Dottorato aventi sede nel Campus; nonché i Direttori dei Centri di ricerca interdipartimentali o di analoghe strutture ex art. 25 con sede nel Campus;
- Una rappresentanza degli studenti pari al 15% del numero dei membri del Consiglio;
- Una rappresentanza del personale tecnico amministrativo pari al 10% del numero dei membri del Consiglio;
- Il Responsabile amministrativo-gestionale del Campus;
- Un rappresentante designato congiuntamente dagli Enti locali;
- Un rappresentante designato dall'Ente di sostegno.